# 安澤秀一
安澤 秀一（やすざわ しゅういち、1926年12月2日 - ）は、日本の文化情報学者、国文学研究資料館・史料館名誉教授、駿河台大学名誉教授。専攻は文化情報学、アーカイブズ学。
東京市芝区（現港区）生まれ。父は元調布町長の安沢秀雄。慶應義塾大学法学部から同大学経済学部大学院（旧制）に進学し、1956年に退学した。1962年に桃山学院大学助教授となり、教授に昇格後、1978年に国立国文学研究資料館・史料館教授（アーカイブズ系）となる。その後、1990年に明海大学教授となり、1994年に駿河台大学に新設された文化情報学部の学部長に就任する。1999年に同大学院教授・文化情報学研究科長となり、2002年に退任した。国立国文学研究資料館・史料館および駿河台大学の名誉教授を授与されている。
史料館・文書館学の草分けとされ、2001年-2002年にアート・ドキュメンテーション研究会会長（現アート・ドキュメンテーション学会）、ICAアーキビスト研修委員会・企業アーカイブズ委員会委員を歴任した。
1971年に『近世村落形成の基礎構造』で経済学博士（慶應義塾大学）を取得した。

## 著書
- 『近世村落形成の基礎構造』（吉川弘文館, 1972年）
- 『史料館・文書館学への道』（吉川弘文館, 1985年）
- 『出雲松江藩「出入捷覧」データベース化のための基礎作業』（明海大学経済学会 1991年）

### 共編著
- 『松江藩・出入捷覧』（編著　原書房, 1999年）
- 『文化情報学』（原田三郎共編著　北樹出版 2002年）

### 翻訳
- エスター・ボズラップ『農業成長の諸条件』（安沢みね共訳　ミネルヴァ書房 1975年）
- イーヴァン・モーズリー,トーマス・ムンク『コンピュータで歴史を読む』訳者代表　有斐閣 1997年）
- E.Orna,Ch.Pettitt編『博物館情報学入門』（監修　水嶋英治編訳　勉誠出版 2003年）
- 国際アーカイブズ評議会建築記録部会編『建築記録アーカイブズ管理入門』（書肆ノワール 2006年）

## 論文
- 安澤秀一